# Battaglia del mare di Barents
La battaglia del mare di Barents venne combattuta il 31 dicembre 1942 nelle acque del Mare di Barents, nell'ambito dei più vasti eventi del teatro dell'Artico della seconda guerra mondiale.
La battaglia si originò dal tentativo della Kriegsmarine tedesca di distruggere un convoglio navale di rifornimento degli Alleati diretto dal Regno Unito al porto sovietico di Murmansk. Difeso da unità leggere della Royal Navy britannica comandate dal capitano Robert Sherbrooke, il convoglio JW 51B fu quindi l'oggetto degli attacchi di un forte gruppo navale di superficie tedesco agli ordini dell'ammiraglio Oskar Kummetz, comprendente gli incrociatori pesanti Admiral Hipper e Lutzow e sei cacciatorpediniere. Pur subendo diverse perdite tra navi affondate o danneggiate, la scorta riuscì a trattenere i tedeschi fino all'intervento della forza di incrociatori britannici dell'ammiraglio Robert Burnett, la quale danneggiò l'Hipper e affondò un cacciatorpediniere tedesco. Con le mani legate da ordini tassativi che gli imponevano di non correre rischi inutili, Kummetz ruppe il contatto e fuggì senza essere riuscito ad affondare nemmeno uno dei mercantili del convoglio JW 51B, il quale giunse a destinazione nei giorni seguenti.
Pur modesto sul piano materiale, lo scontro fu un grave insuccesso strategico per la Germania nazista e scatenò le ire di Adolf Hitler, che arrivò ad accusare la Marina di incompetenza e a sostenere la totale inutilità delle grandi unità da combattimento di superficie. Il comandante in capo della Kriegsmarine, Großadmiral Erich Raeder, rassegnò quindi le dimissioni dall'incarico pochi giorni dopo la battaglia e fu sostituito con l'ammiraglio Karl Dönitz.

## Antefatti

### La rotta artica

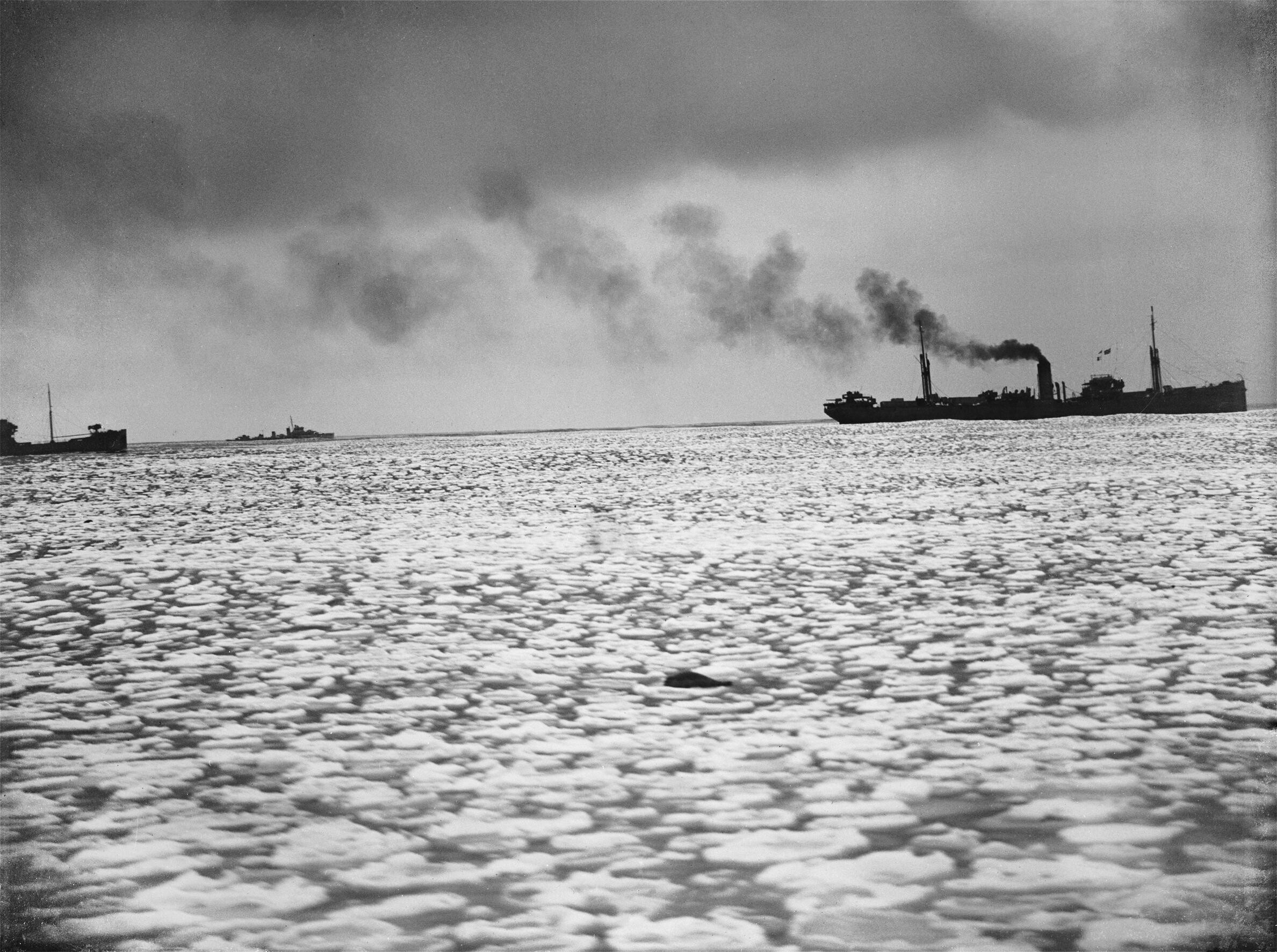
Navi di un "convoglio artico" della seconda guerra mondiale in navigazione attraverso acque ingombre di ghiaccio

All'inizio del 1942 il sostegno degli Alleati occidentali alla lotta dell'Unione Sovietica sul fronte orientale, tramite l'invio di ampi quantitativi di armamenti, materiali e materie prime, era divenuto una priorità strategica della massima importanza. Varie vie di approvvigionamento alla volta dell'URSS era state aperte tramite il porto di Vladivostok nel Pacifico e tramite il "Corridoio persiano" via Golfo Persico, ma la rotta più rapida e immediata per far affluire i carichi era quella che univa direttamente il Regno Unito al porto di Murmansk nel nord della Russia, attraverso i bacini del Mare di Norvegia e del Mare di Barents, per il tramite di convogli di mercantili sotto la protezione delle unità navali da guerra della Home Fleet della Royal Navy britannica.
Seppure fosse la rotta più veloce, quella dei "convogli artici" era anche la più pericolosa: unitamente alle avverse condizioni meteo, con frequenti tempeste e presenza di ghiacci alla deriva, la rotta era esposta per quasi la sua intera lunghezza alle azioni di contrasto delle forze armate tedesche in partenza dalle vicine basi nella Norvegia occupata. Il problema non era di facile soluzione: nei mesi estivi, l'arretramento del limite dei ghiacci consentiva alle navi alleate di navigare anche a 300 miglia nautiche da Capo Nord tenendosi di conseguenza ben lontane dalle basi aeree tedesche, ma le lunghe giornate di luce date dal fenomeno del "Sole di mezzanotte" li rendevano facilmente individuabili da parte dei sommergibili della Kriegsmarine (U-Boot); all'opposto, nei mesi invernali le poche ore di luce ostacolavano le attività dei battelli subacquei tedeschi, ma l'ampliarsi della calotta artica obbligava i convogli ad avvicinarsi anche a 150 miglia da Capo Nord, finendo ben dentro il raggio d'azione dei velivoli della Luftwaffe. Agli U-Boot e agli aerei si aggiungeva poi la minaccia delle unità di superficie della Kriegsmarine, le quali potevano sfruttare i numerosi fiordi e insenature lungo la costa norvegese come basi sicure da cui intraprendere improvvise uscite in mare a caccia dei convogli nemici.

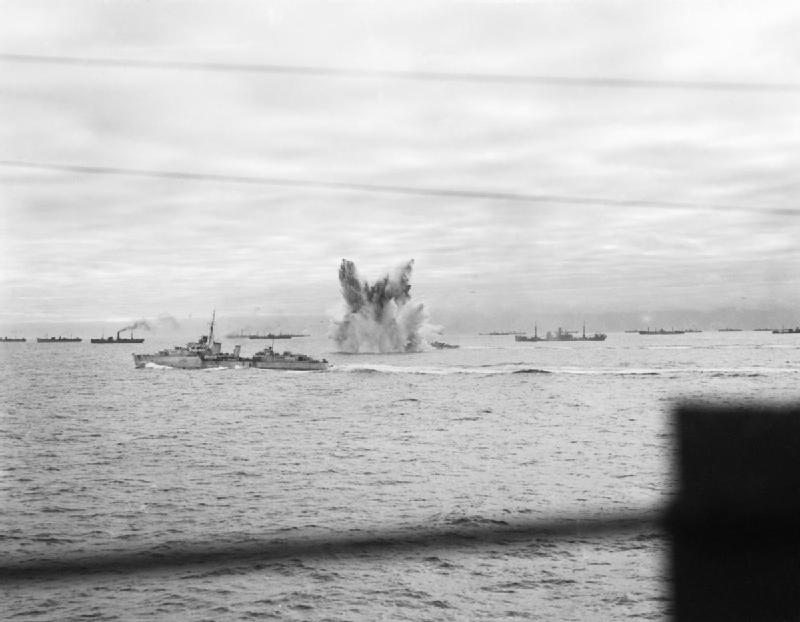
Una bomba esplode nel bel mezzo del convoglio PQ 18 nel settembre 1942

Dopo aver inizialmente sottovalutato l'importanza dei convogli artici di aiuto all'Unione Sovietica, i tedeschi corsero rapidamente ai ripari: se i primi convogli salpati sul finire del 1941 e nei primi mesi del 1942 erano arrivati a destinazione subendo perdite risibili, a partire dal marzo 1942 il contrasto si fece progressivamente crescente mentre sempre più aerei, U-Boot e unità di superficie tedesche venivano dislocate nelle basi della Norvegia settentrionale. Il primo semestre del 1942 si chiuse per gli Alleati con la perdita di 23 mercantili sui 246 che avevano intrapreso il viaggio, unitamente all'affondamento di due incrociatori e due cacciatorpediniere della Royal Navy impegnati nelle missioni di scorta ai convogli; il secondo semestre, tuttavia, fu ben più sanguinoso.
Tra la fine di giugno e l'inizio di luglio il convoglio PQ-17 subì ripetuti attacchi aerei e di sommergibili, in particolare dopo l'avventata decisione del comando britannico di ritirare le unità di scorta a causa della minaccia di una sortita della potente nave da battaglia tedesca Tirpitz: 24 dei 36 mercantili del convoglio furono quindi colati a picco, con la perdita dei due terzi del carico trasportato. Al successivo convoglio PQ-18 salpato in settembre non andò meglio: per quanto la reazione delle unità di scorta avesse inflitto dure perdite ai tedeschi (40 aerei abbattuti e tre U-Boot colati a picco), solo 27 dei 40 mercantili partiti riuscirono a raggiungere la loro destinazione Il contemporaneo convoglio QP-14, che negli stessi giorni percorreva la rotta inversa da Murmansk al Regno Unito con 20 mercantili scarichi, fu parimenti attaccato dai tedeschi perdendo quattro mercantili oltre a un cacciatorpediniere e un dragamine delle forze di scorta.

### Interruzione e ripresa dei convogli

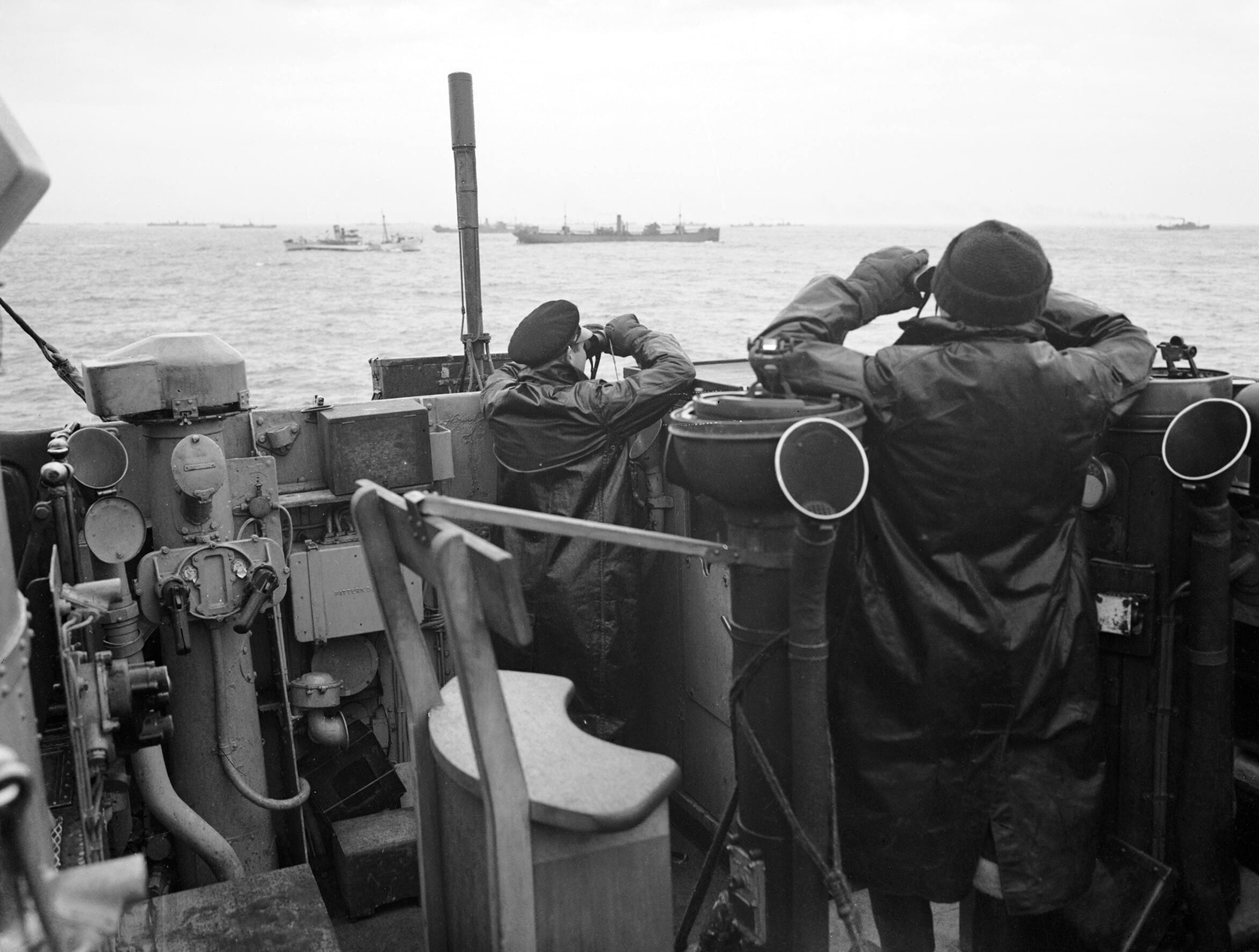
Due ufficiali britannici a bordo di un cacciatorpediniere cercano i sommergibili

Dopo le pesanti perdite del giugno-settembre 1942, il comando britannico sospese l'invio di ulteriori convogli sulla rotta artica in attesa di mettere a punto nuove e più efficaci tattiche di protezione; le unità di scorta della Royal Navy erano inoltre richieste in Atlantico per proteggere gli sbarchi anfibi in Nordafrica progettati per l'inizio di novembre. Tra il 29 ottobre e il 9 novembre gli Alleati fecero salpare una serie di mercantili non scortati (operazione FB), incaricati di navigare singolarmente alla volta di Murmansk puntando tutto sulla furtività per sfuggire ai tedeschi: dei 13 mercantili salpati cinque furono affondati e altri tre costretti a tornare indietro, mentre le forti proteste della marina mercantile circa il fatto che gli equipaggi fossero stati lasciati soli in balìa del nemico obbligò il comando britannico a tornare alla formula dei convogli scortati. La fine del 1942 era un momento critico per l'Unione Sovietica, con i combattimenti della decisiva battaglia di Stalingrado in pieno svolgimento, e la necessità di rifornimenti bellici era più pressante che mai.
Per la ripresa delle spedizioni l'Ammiragliato britannico concepì un sistema di protezione dei convogli a triplo strato. Il primo livello era rappresentato dalla scorta diretta, che accompagnava fisicamente i mercantili: composta da unità leggere come cacciatorpediniere, fregate e corvette, la sua funzione era quella di contrastare principalmente gli U-Boot e gli attacchi aerei al convoglio. Più a distanza seguivano due raggruppamenti di unità da guerra, il cui scopo era contrastare le unità di superficie tedesche: la scorta ravvicinata, composta da una squadra di incrociatori, e la scorta a distanza, collocata più lontano da convoglio e comprendente le navi da battaglia e le portaerei della Home Fleet. L'idea era anche quella di attirare in una trappola le unità di superficie della Kriegsmarine: la scorta ravvicinata non era così potente da indurre i tedeschi a non rischiare lo scontro e ritirarsi, ma era comunque sufficientemente forte da poter resistere per il tempo sufficiente a far intervenire la scorta a distanza; quest'ultima avrebbe puntato a interporsi tra i tedeschi e le loro basi in Norvegia, prendendo in una tenaglia il nemico.
Il nuovo sistema di convogli per l'Unione Sovietica riprese il 16 dicembre 1942, quando il convoglio JW 51A salpò da Loch Ewe per Murmansk con la sua tripla scorta; il maltempo impedì ai velivoli da ricognizione tedeschi di avvistare il convoglio, che giunse a destinazione il 25 dicembre senza aver incontrato il nemico. Mentre il JW 51A stava ancora completando il suo tragitto, un secondo convoglio britannico si apprestava a partire per Murmansk.

## Forze in campo

### Il convoglio

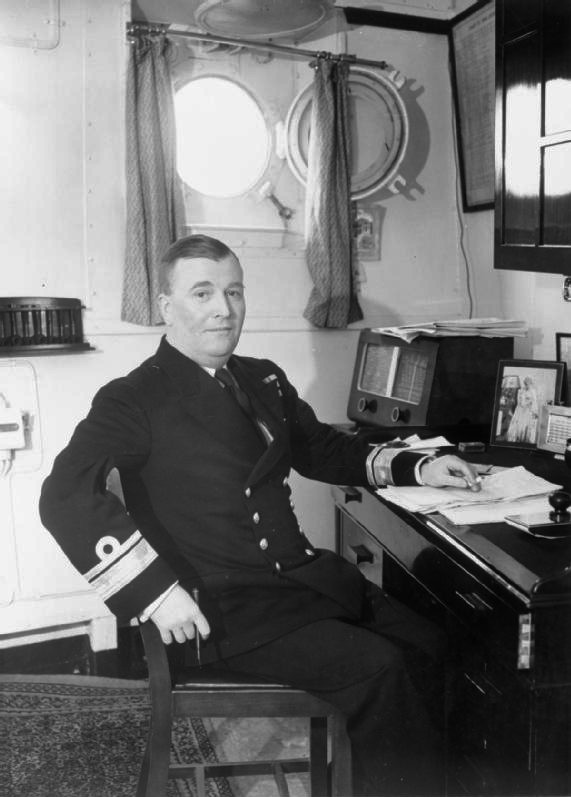
L'ammiraglio Robert Burnett, comandante della scorta ravvicinata del convoglio JW 51B

Il 22 dicembre il convoglio JW 51B lasciò Loch Ewe per Murmansk con quindici tra mercantili e petroliere di varie nazionalità; il carico trasportato comprendeva più di 200 carri armati, circa 2 500 camion, 125 aerei, 18 000 tonnellate di olio combustibile, 13 000 tonnellate di carburante avio e 54 000 tonnellate di merci varie. Il convoglio era organizzato in quattro file da tre o quattro navi da trasporto, con ogni fila distante circa un chilometro dall'altra e ogni nave distante 400 metri da quella che la precedeva e la seguiva; l'andatura era regolata dalla nave più lenta, e raggiungeva gli 8 nodi. Ogni convoglio era sotto la direzione di un "commodoro" (nessuna affinità con il grado militare di commodoro), che per il JW 51B era il capitano di vascello R.A. Melhuish, imbarcato sul mercantile Empire Archer che si trova all'inizio della seconda colonna di destra; il ruolo del commodoro era quello di dirigere e dare istruzioni ai mercantili del convoglio, ma senza autorità sulla scorta.
La scorta diretta al convoglio era assicurata da un piccolo gruppo navale della Royal Navy comprendente le corvette della classe Flower HMS Rhododendron e HMS Hyderabad, il dragamine HMS Bramble e i pescherecci armati HMT Vizalma e HMT Northen Gem. Nel corso del primo tratto del tragitto la scorta diretta fu rinforzata dalla "Western Local Escort", composta dai cacciatorpediniere HMS Blankney, HMS Chiddingfold, HMS Ledbury e HMS Bulldog. Il 25 dicembre, dopo che il JW 51B ebbe lasciato le acque delle isole britanniche per inoltrarsi nel Mare di Norvegia, la "Western Local Escort" si ritirò e il suo posto venne preso dalla 17th Destroyer Flotilla del capitano di vascello Robert Sherbrooke, il quale assunse la guida della scorta diretta del convoglio; la formazione comprendeva i moderni (erano stati varati tra il 1941 e il 1942) cacciatorpediniere di classe O HMS Onslow (nave di bandiera di Sherbrooke), HMS Obedient, HMS Obdurate, HMS Orwell e HMS Oribi oltre al più datato (era stato varato nel 1929) cacciatorpediniere di classe A HMS Achates.
La scorta ravvicinata al convoglio era garantita dalla formazione del retroammiraglio Robert Burnett, un veterano della operazioni sulla rotta artica, comprendente gli incrociatori leggeri HMS Sheffield e HMS Jamaica: il primo era un'unità della classe Town e il secondo della classe Crown Colony; ciascuno di essi disponeva di 12 cannoni da 152 mm e, come dimensioni, erano simili agli incrociatori tedeschi. Accompagnavano gli incrociatori di Burnett anche due cacciatorpediniere, lo HMS Matchless (di classe M) e lo HMS Opportune (di classe O come il grosso delle navi di Sherbrooke). Reduce dalla scorta del JW 51A felicemente portata a termine, la formazione di Burnett stava rientrando da Murmansk verso ovest e si ricongiunse al JW 51B il 27 dicembre mentre il convoglio si apprestava a intraprendere la parte più rischiosa del viaggio, il doppiaggio di Capo Nord.
Completava il dispositivo di protezione del convoglio la scorta a distanza, rappresentata da uno scaglione distaccato della Home Fleet comprendente la moderna nave da battaglia HMS Anson, l'incrociatore pesante HMS Cumberland e cinque cacciatorpediniere, tutti agli ordini dell'ammiraglio William Frederic Wake-Walker. Due gruppi di sommergibili alleati fornivano ulteriore protezione a distanza: il primo, con tre battelli britannici e uno polacco, era disposto sulla rotta del convoglio al largo dell'Islanda mentre il secondo, con quattro battelli britannici e uno olandese, formava un cordone lungo la costa norvegese per segnalare eventuali sortite in mare dei tedeschi.

### I tedeschi

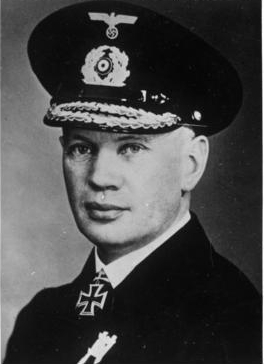
L'ammiraglio Oskar Kummetz, comandante nel 1942 della squadra da battaglia di superficie della Kriegsmarine

Le intercettazioni delle comunicazioni degli Alleati, portate avanti dal B-Dienst tedesco, avevano messo in allarme l'alto comando di Berlino circa la partenza del convoglio JW 51B e le forze aeronavali dislocate nel nord della Norvegia furono allertate per un intervento contro di esso. Nel dicembre 1942, tuttavia, la situazione non era più così rosea per i tedeschi e molte delle risorse che avevano consentito i successi contro i precedenti convogli artici non erano più disponibili.
Con la situazione sul fronte orientale compromessa dopo l'accerchiamento delle forze tedesche a Stalingrado, la Luftwaffe aveva dovuto richiamare gran parte delle sue risorse aeree e dei suoi equipaggi più esperti dal settore norvegese per impiegarli sul fronte russo, demandando in pratica alla sola Kriegsmarine il contrasto dei convogli sulla rotta per Murmansk. Contemporaneamente, la battaglia dell'Atlantico era entrata nella sua fase più critica e la maggior parte degli U-Boot erano stati inviati a ovest per contrastare i grandi convogli massicciamente scortati diretti dagli Stati Uniti d'America nel Regno Unito. All'ammiraglio Rolf Carls, comandante delle forze della Kriegsmarine dislocate in Norvegia, restavano solo le grandi navi di superficie, riunite nella squadra da battaglia del viceammiraglio Oskar Kummetz dispersa tra i porti di Trondheim e Narvik e l'ancoraggio del fiordo di Alta, ma anche l'operatività di questa formazione era compromessa: la sempre più grave carenza di carburante obbligava l'alto comando tedesco a imporre un severo razionamento che limitava le scelte operative dei comandanti in mare, in particolare quando si trattava di impiegare unità particolarmente assetate di combustibile come l'imponente nave da battaglia Tirpitz. In aggiunta, la necessità di alimentare la lotta in Atlantico con sempre più nuovi sommergibili aveva portato al richiamo dei marinai e degli ufficiali più esperti dalle navi di superficie, con il loro posto preso in gran parte da reclute appena addestrate.
Oltre che dai problemi materiali, l'operatività delle navi di Kummetz era limitata anche dalle disposizioni che venivano da Berlino. Dopo che in agosto un fallito tentativo di sbarco anglo-canadese aveva avuto luogo a Dieppe nel nord della Francia, Adolf Hitler si era sempre più convinto che le forze degli Alleati occidentali fossero prossime ad attuare una massiccia operazione di invasione dell'Europa continentale; il Führer aveva quindi dato ordine di allestire un vasto complesso di fortificazioni costiere (il "Vallo Atlantico") per proteggere i territori occupati dalla Germania a ovest. Hitler si era anche convinto che i britannici stessero progettando uno sbarco in Norvegia, in particolare per indurre la neutrale Svezia a unirsi agli Alleati, nonostante il comandante della Kriegsmarine Großadmiral Erich Raeder fosse del parere opposto; dopo la perdita della nave da battaglia Bismarck e le sue errate valutazioni circa la fattibilità della precedente operazione Cerberus invece pienamente riuscita, il rapporto dell'ufficiale con il Führer era però gravemente incrinato e minacciava di sfaldarsi. Gli ordini di Hitler per la Kriesgmarine erano quindi quelli di non rischiare inutilmente in combattimento le grandi unità di superficie, ritenute essenziali per contrastare uno sbarco degli Alleati in Norvegia.
Benché le navi a disposizione fossero anche più numerose, per via delle varie limitazioni il contrasto al convoglio JW 51B fu demandato unicamente al gruppo di unità ancorate nel fiordo di Alta, la più settentrionale delle formazioni di superficie tedesche. Agli ordini diretti di Kummetz, la formazione comprendeva il moderno incrociatore pesante Admiral Hipper, primo della sua classe e armato con otto cannoni da 203 mm, e l'incrociatore pesante Lutzow (ex "corazzata tascabile" Deutschland), anch'esso primo della sua classe e dotato di sei cannoni da 280 mm. Sei cacciatorpediniere facevano da scorta agli incrociatori: lo Z4 Richard Beitzen, lo Z6 Theodor Riedel e lo Z16 Friedrich Eckoldt, tre tipo Zerstörer 1934 varati prima della guerra, e gli Z29, Z30 e Z31, moderne unità tipo Zerstörer 1936A varate dopo lo scoppio del conflitto.

## La battaglia

### I tedeschi salpano

Carta dei mari a settentrione della Norvegia; la stella indica il luogo approssimativo della battaglia

Nonostante l'avvistamento di un aereo da ricognizione a lungo raggio tedesco Focke-Wulf Fw 200 il 24 dicembre, il convoglio JW 51B procedette inizialmente senza particolari problemi nella sua navigazione attraverso il Mare di Norvegia; il tempo tuttavia peggiorò rapidamente, con scarsa visibilità, bufere di neve, mare in tempesta e venti forza 12 sulla scala di Beaufort che, pur proteggendo il convoglio dalla minaccia di attacchi aerei tedeschi, obbligarono infine i mercantili a rompere la formazione concordata per procedere in un'unica lunga fila. Una violenta tempesta tra il 28 e il 29 dicembre frammentò ulteriormente la formazione: il cargo britannico Dover Hill dovette invertire la rotta e rientrare verso il Regno Unito con lo scafo e le caldaie danneggiate, mentre altri cinque mercantili unitamente al cacciatorpediniere Oribi (che ebbe la girobussola messa fuori uso) e al peschereccio armato Vizalma rimasero separati dal resto del gruppo e dovettero procedere per conto proprio alla volta di Murmansk.
Solo il 30 dicembre i tedeschi poterono acquisire la posizione corretta del convoglio, quando il sommergibile U-354 lo avvistò a circa 230 miglia nautiche a settentrione di Capo Nord e 50 miglia a sud dell'Isola degli Orsi, iniziando a pedinarlo per segnalare eventuali cambi di rotta; non avvistando le formazioni di scorta di Wake-Walker e Burnett, che si tenevano a distanza dai mercantili, il sommergibile riferì che la protezione del convoglio era alquanto leggera e in particolare che non comprendeva unità da guerra più grandi di un cacciatorpediniere. Ricevuta la notizia, Raeder diede immediatamente l'ordine di attuare la sortita della squadra di Kummetz da Alta, sotto il nome in codice di operazione Regenbogen ("arcobaleno" in lingua tedesca).
Kummetz prese il mare alle 18:00 del 30 dicembre con l'Hipper (nave di bandiera dell'ammiraglio tedesco), il Lutzow e i sei cacciatorpediniere di scorta; l'intenzione era quella di intercettare il convoglio il giorno seguente, mentre questi si trovava a transitare per il Mare di Barents. Il piano d'attacco elaborato da Kummetz prevedeva, nel corso della notte tra il 30 e il 31 dicembre, di andare incontro al convoglio nemico dividendo al tempo stesso la squadra tedesca in due formazioni di eguale forza, con l'Hipper e tre cacciatorpediniere a nord-ovest e il Lutzow e gli altri tre cacciatorpediniere 75 miglia più a sud-est; i cacciatorpediniere si sarebbero aperti a ventaglio precedendo a 15 miglia di distanza ciascun incrociatore, in modo da fungere da vedette avanzate. Non appena il convoglio fosse stato avvistato, il gruppo dell'Hipper si sarebbe mosso all'attacco da nord, puntando ad attirare su di sé i cacciatorpediniere della scorta britannica e a obbligare i mercantili a piegare verso sud per sfuggire al contatto, spingendoli così incontro al gruppo del Lutzow che ne avrebbe fatto facilmente strage.
Gli ordini dati a Kummetz non erano esattamente il massimo della chiarezza: al momento della partenza Raeder comandò all'ammiraglio di «evitare il contatto con una forza superiore, in caso contrario annientare il nemico in conformità al piano stabilito». Poco dopo aver lasciato il fiordo di Alta, tuttavia, a Kummetz fu recapitato un secondo ordine emesso dall'ammiraglio Kurt Fricke, capo di stato maggiore della Kriegsmarine: secondo le disposizioni generali impartite da Hitler, le forze navali tedesche dovevano contrastare con vigore i convogli di rifornimento alleati diretti in Unione Sovietica, ma mostrando al tempo stesso grande cautela nell'affrontare «nemici di uguale forza» perché non era desiderabile che le principali unità di superficie della Kriegsmarine «assumessero grossi rischi». Il contrasto concettuale tra il dover attaccare il nemico con vigore ma senza correre rischi, e la constatazione che nessuna grande battaglia navale era mai stata vinta da un comandante estremamente cauto, era aggravato anche dall'ambiguità del concetto di "nemico di uguale forza", visto che la forza di un'unità navale non dipende unicamente dal calibro dell'armamento ma anche dall'addestramento dell'equipaggio e dall'esperienza e audacia del suo comandante.

### Primi scontri

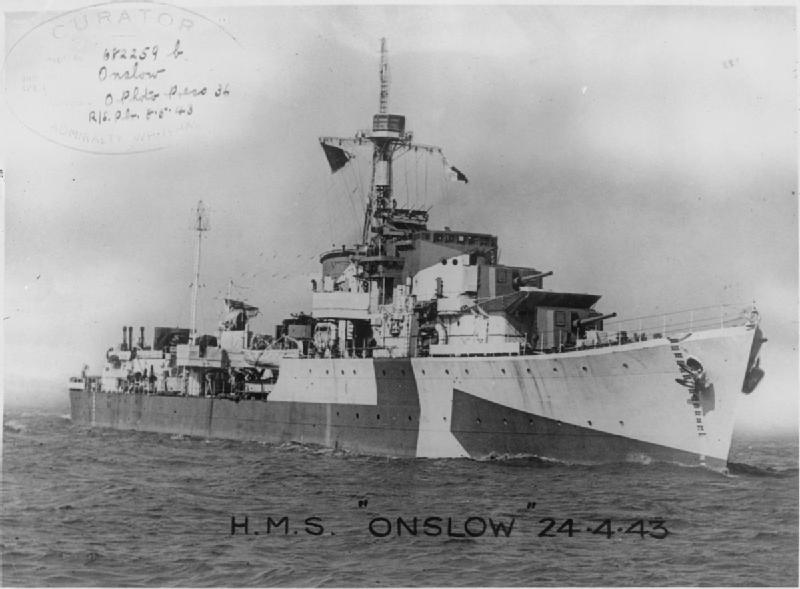
Il cacciatorpediniere Onslow, nave-comando della scorta del convoglio JW 51B

La mattina del 31 dicembre il JW 51B continuava a procedere verso est con notevole difficoltà; il giorno precedente il capitano Sherbrooke aveva distaccato il dragamine Bramble dal gruppo di scorta per inviarlo a recuperare i mercantili rimasti separati dal convoglio, e dopo aver recuperato tre dei dispersi quella mattina l'unità stava rientrando nel gruppo. Alle 08:30 la corvetta Hyderabad, che procedeva verso la coda del convoglio sul lato di dritta, avvistò all'orizzonte a sud-ovest la sagoma di due navi identificabili come cacciatorpediniere; il comandante dell'unità era stato informato che due cacciatorpediniere sovietici avevano lasciato Murmansk per rinforzare la scorta del convoglio, e ritenendo le navi avvistate come amiche decise di non prendere alcuna iniziativa. Dieci minuti più tardi fu invece il cacciatorpediniere Obdurate ad avvistare le sagome all'orizzonte e questa volta il suo comandante decise di darne notizia al capo-scorta Sherbrooke sull'Onslow: comunicando unicamente tramite segnali luminosi per non rompere il silenzio radio, l'Obdurate segnalò «due cacciatorpediniere non identificati, direzione ovest, rotta nord», e prima ancora che l'Onslow gli segnalasse di investigare l'unità aveva già diretto sul contatto.
Alle 09:15, con una visibilità pessima data dalla foschia, dalla neve e dalla poca luce disponibile in inverno alle latitudini settentrionali, l'Obdurate si avvicinò alle unità non identificate trasmettendo loro dei segnali luminosi di riconoscimento. Le navi erano tuttavia i cacciatorpediniere tedeschi Eckoldt, Beitzen e Z29, spinti in avanti da Kummetz per fare da apripista all'incrociatore Hipper in arrivo da sud: ai segnali dell'Obdurate lo Eckoldt rispose aprendo il fuoco alle 09:30 con i suoi cannoni, dando inizio allo scontro. Ai primi colpi Sherbrooke reagì rapidamente: lasciato il cacciatorpediniere Achates a stendere una cortina fumogena per proteggere il convoglio, il capitano britannico diresse in soccorso dell'Obdurate con i cacciatorpediniere Onslow, Orwell e Obedient, iniziando un conflitto a fuoco con le unità tedesche reso disagevole e impreciso dalla scarsa visibilità e dalle canne dei cannoni congelate dalle basse temperature.

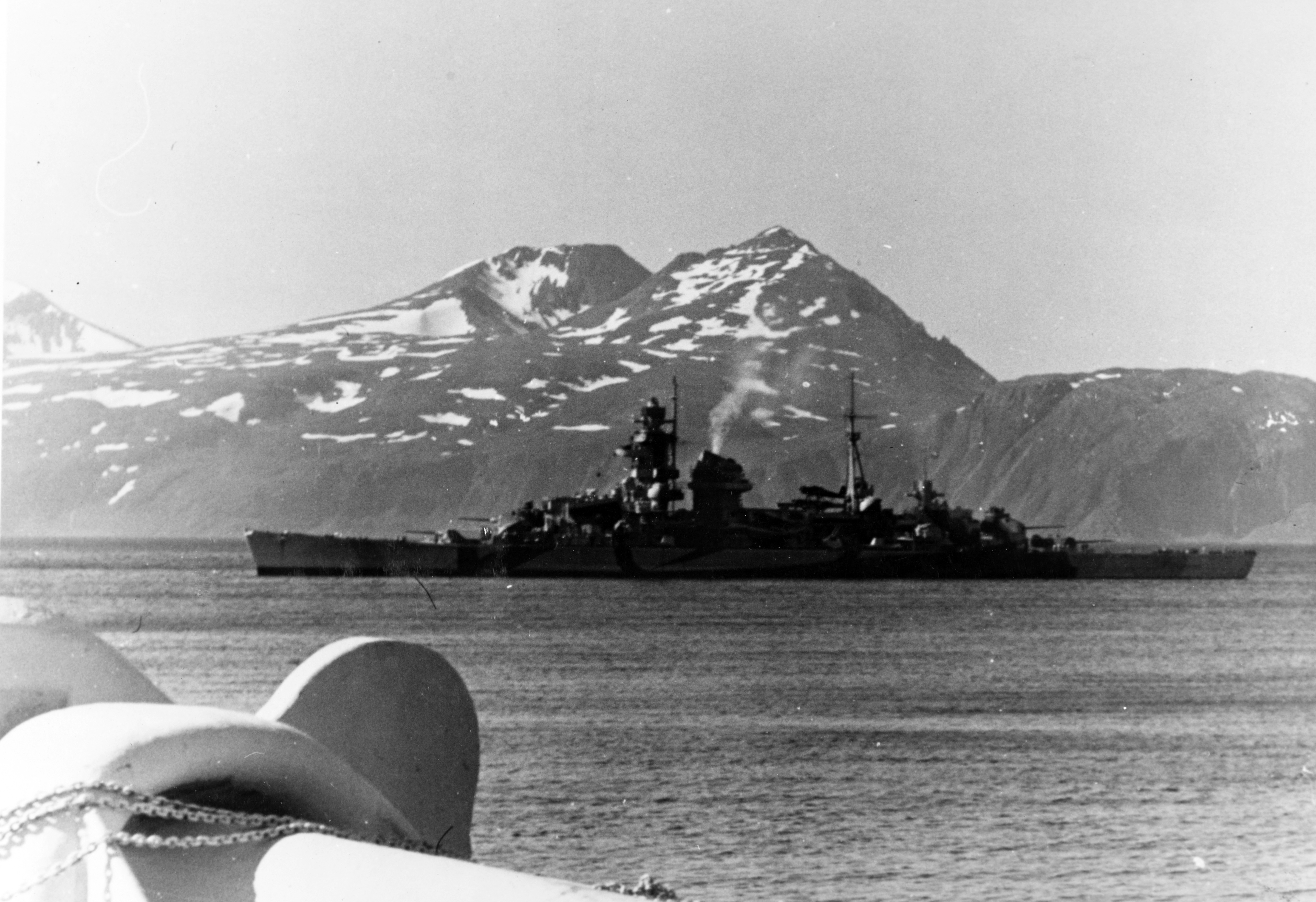
L'incrociatore tedesco Admiral Hipper alla fonda in un fiordo norvegese nel 1942

Rimasto separato dai suoi cacciatorpediniere d'avanguardia a causa del maltempo, l''Hipper si era portato a settentrione del convoglio alleato, per poi piegare verso est alla sua ricerca. L'apparato radar dell'incrociatore era soggetto a frequenti avarie e aveva difficoltà a riportare rotta e velocità dei bersagli, ma alle 09:40 l'ammiraglia tedesca riuscì ad avvistare il cacciatorpediniere Achates, la cui sagoma scura si stagliava alla perfezione contro le nuvole di fumo bianco alzate per proteggere il convoglio: il cacciatorpediniere fu subito bersagliato dall'artiglieria pesante dell'incrociatore, venendo immobilizzato con gravi danni a bordo e 40 morti tra l'equipaggio, tra cui il comandante.
Sherbrooke reagì a questa nuova minaccia interrompendo subito lo scontro con i cacciatorpediniere tedeschi e dirigendo con tutte le sue unità a protezione del convoglio. Inviati i cacciatorpediniere Obedient e Obdurate a scortare i mercantili, intorno alle 10:00 il comandante britannico si gettò in avanti con l'Onslow e l'Orwell per tentare un attacco all'Hipper con i siluri: gli artiglieri dell'incrociatore avevano difficoltà a mirare ai bersagli in mezzo alle raffiche di neve e al mare in burrasca, e la paura di subire un grave danno da un siluramento convinse Kummetz a rompere il contatto e piegare verso nord. L'azione evasiva dell'ammiraglio ebbe tuttavia l'effetto di indurre i britannici a comportarsi come i tedeschi speravano: mentre Sherbrooke teneva l'Onslow e l'Orwell interposti tra l'Hipper a nord e il convoglio a sud, i mercantili piegarono a sud-est protetti dalle cortine fumogene finendo però con l'andare incontro al gruppo navale capitanato dal Lutzow.

### La battaglia infuria

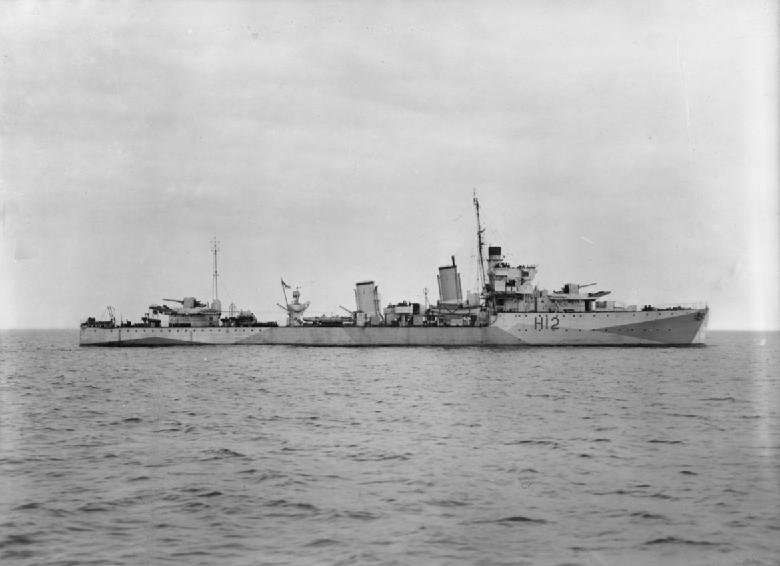
Il cacciatorpediniere Achates, finito affondato nel corso della battaglia

Puntando a tenere impegnati i cacciatorpediniere britannici per dare modo al Lutzow di agire indisturbato, alle 10:20 Kummetz approfittò di una temporanea schiarita e tornò a farsi sotto con l'Hipper. Inquadrato dal tiro dell'incrociatore, il cacciatorpediniere Onslow fu raggiunto da diversi colpi accusando gravi danni, con 17 membri dell'equipaggio uccisi e altri 30 feriti; lo stesso capitano Sherbrooke fu gravemente ferito al volto perdendo l'occhio sinistro, ma rifiutò di abbandonare il suo posto finché il comando della scorta non passò nelle mani dell'ufficiale più anziano, il capitano di corvetta D. C. Kinloch imbarcato sull'Obedient. Per le sue azioni di comando nella battaglia, Sherbrooke fu poi insignito della Victoria Cross, la massima onorificenza al valore britannica.
Kummetz non si rese conto di aver inflitto gravi danni al capo-scorta britannico, e mentre l'Onslow si ritirava con la protezione dell'Orwell l'incrociatore Hipper diresse invece il tiro sull'Obedient, che si era avvicinato aprendo il fuoco con i suoi cannoni; la mossa offensiva dell'unità britannica indusse ancora il prudente Kummetz a rompere il contatto per evitare rischi inutili. Dopo essersi ricongiunto ai suoi tre cacciatorpediniere, intorno alle 10:30 l'Hipper piegò infine a sud per stringere la morsa sul convoglio nemico in congiunzione al Lutzow; pochi minuti dopo le navi di Kummetz incapparono nel dragamine Bramble, che procedeva in solitaria per ricongiungersi al convoglio: Kummetz inviò subito i suoi cacciatorpediniere all'attacco e la piccola unità britannica fu colata a picco con la perdita del suo intero equipaggio di 121 uomini.
Intorno alle 11:15 l'Hipper aveva riguadagnato la coda del JW 51B, aprendo il fuoco sul danneggiato Achates che tentava di tenere dietro al resto della formazione trainato dal peschereccio Northern Gem. Incassati altri danni dal fuoco tedesco, i tentativi di salvare il cacciatorpediniere, ormai gravemente inclinato, furono abbandonati e alle 12:54 il peschereccio evacuò i superstiti dell'equipaggio e si allontanò; lo scafo dell'Achates si capovolse e affondò infine alle 13:15, portando con sé i corpi di 113 membri del suo equipaggio tra cui quello del comandante, capitano di corvetta Arthur Henry Tyndall Johns, insignito postumo del Distinguished Service Order. Intorno alle 11:25 fu invece l'Obedient a finire sotto il tiro dell'Hipper: il cacciatorpediniere accusò danni e vittime a bordo prima di riuscire a sganciarsi.

### L'intervento degli incrociatori britannici

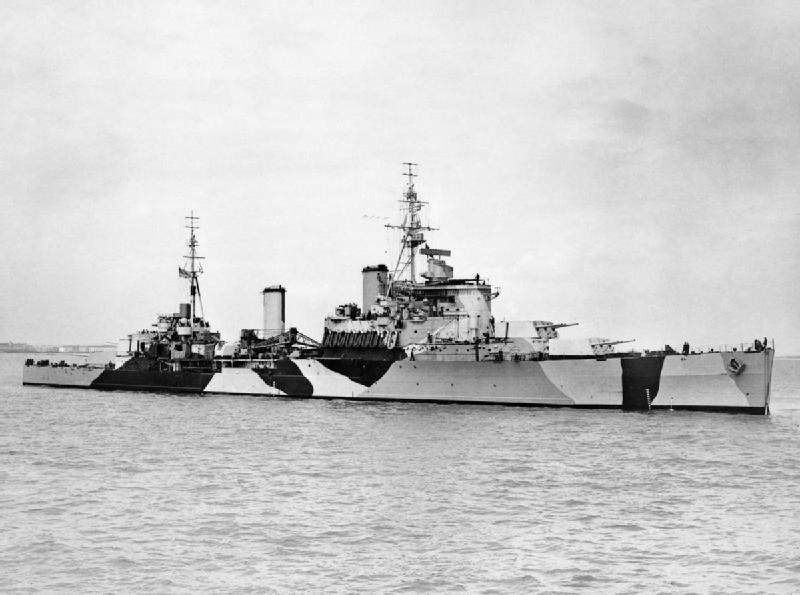
L'incrociatore britannico Jamaica in una foto del 1943

Fino a quel momento, nonostante le incertezze di Kummetz, il piano tedesco aveva funzionato bene: l'Hipper aveva attirato tutta su di sé l'attenzione della scorta del convoglio, infliggendole anche diverse perdite tra unità affondate o danneggiate, e soprattutto inducendo i mercantili a virare verso sud dove li attendeva il gruppo del Lutzow che li avrebbe attaccati.
Quello che venne a mancare, tuttavia, fu proprio il contributo del gruppo d'attacco meridionale tedesco: muovendo in mezzo alla nebbia e alle nuvole di fumo il comandante del Lutzow, Kapitän zur See Rudolf Stange, rimase a indugiare nella sua zona senza assumersi rischi, mostrando una condotta anche più prudente del suo diretto superiore. Alle 10:45 Stange avvistò alcune sagome di navi all'orizzonte sulla sinistra: pur non potendo essere altro che il convoglio, il comandante tedesco decise di non avere abbastanza visuale per tentare un attacco e continuò a procedere con le sue navi verso nord-est, al punto che il JW 51B si ritrovò, alcuni minuti dopo, ad attraversare la rotta prima seguita dal gruppo tedesco. Solo un'ora più tardi, continuamente sollecitato da Kummetz, il Lutzow virò verso est per riacquisire il contatto con il nemico, sparando alcune inefficaci bordate di grosso calibro in direzione dei mercantili ma senza colpirne nemmeno uno e causando solo qualche danno leggero al cacciatorpediniere Obdurate, raggiunto da schegge di colpi esplosi nelle vicinanze.
Nel tentativo di incitare il suo subordinato ad attaccare, alle 11:30 Kummetz trasmise a Stange che l'Hipper aveva ingaggiato combattimento con la scorta e che «nessun incrociatore [si trovava] in prossimità del convoglio». Nemmeno un minuto più tardi, colpi da 152 mm sparati dagli incrociatori leggeri britannici iniziarono a piovere nei dintorni dell'Hipper.
Gli incrociatori della scorta ravvicinata si erano inizialmente ritrovati in posizione svantaggiosa per intervenire subito nello scontro: schierata in origine diverse miglia a sud del convoglio, la formazione di Burnett si era diretta a nord per investigare su un avvistamento radar, rivelatosi poi essere il peschereccio armato Vizalma e il mercantile Cherry Valley che, rimasti separati dal JW 51B dalle tempeste, stavano dirigendo per conto proprio alla volta di Murmansk. Informato dell'inizio della battaglia, Burnett aveva poi invertito la rotta alle 10:30 per dirigere a tutta forza in aiuto del convoglio. Gli incrociatori britannici comparvero a nord del gruppo dell'Hipper poco dopo le 11:30, iniziando a bersagliare la nave tedesca con un fitto fuoco di artiglieria: lo Sheffield, che aveva aperto il fuoco per primo, sparò diverse salve inquadrando rapidamente il bersaglio, per poi mettere a segno dopo poco un proiettile sull'incrociatore tedesco; Kummetz ordinò di sganciarsi dallo scontro proteggendosi dietro una cortina fumogena, ma prima che la manovra fosse completata altri due colpi da 152 mm raggiunsero l'Hipper provocando danni al fragile apparato motore della nave e facendo scendere la sua velocità massima.

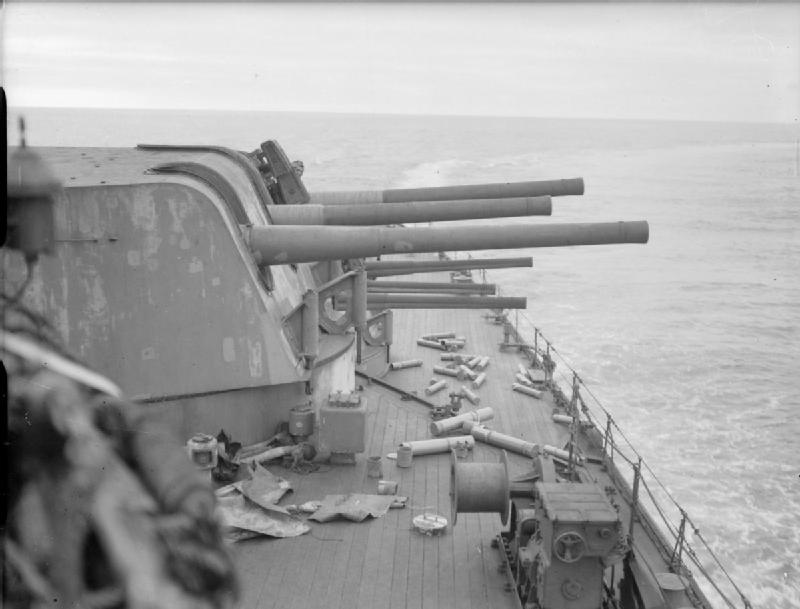
I pezzi da 152 mm dello Sheffield dopo un'azione di fuoco

L'intervento degli incrociatori britannici gettò in piena confusione i tedeschi. Reduci dall'affondamento del dragamine Bramble, i cacciatorpediniere Eckoldt e Beitzen stavano vagando nella nebbia nel tentativo di ricongiungersi all'Hipper; alle 11:33 le due navi avvistarono una sagoma nella foschia e vi si avvicinarono, pensando che fosse l'ammiraglia di Kummetz: l'unità era invece lo Sheffield, che assistito dal radar inquadrò subito il bersaglio. L'Eckoldt, la più vicina delle due unità tedesche, fu subito raggiunto da una valanga di colpi di grosso calibro sparati da appena 4 chilometri di distanza: spezzatosi in due, affondò in un paio di minuti con la perdita dell'intero equipaggio di 325 uomini. Approfittando della confusione, il Beitzen riuscì invece a svicolare senza subire danni.
Il fortuito scontro con i due cacciatorpediniere tedeschi distrasse gli incrociatori di Burnett dalla caccia all'Hipper e, mentre i britannici piegavano a nord, Kummetz riuscì a rompere il contatto e quindi ricongiungersi al Lutzow. Mentre il convoglio si allontanava verso sud, i due incrociatori tedeschi diressero verso ovest per riorganizzare la formazione; intorno alle 12:30 Brunett tornò a farsi sotto e gli incrociatori delle due parti riguadagnarono il contatto, scambiandosi cannonate a lunga distanza senza nessun effetto. Kummetz non aveva però nessuna intenzione di continuare lo scontro: per quanto le unità tedesche fossero superiori in calibro nell'artiglieria, i danni patiti dall'Hipper furono più che sufficienti per convincere l'ammiraglio a interrompere l'azione, a maggior ragione dopo aver ricevuto un messaggio del suo superiore diretto Carls in Norvegia che gli rammentava di «non correre nessun rischio non necessario». I tedeschi si ritirarono quindi dal luogo dello scontro dirigendo alla volta delle loro basi; gli incrociatori di Burnett continuarono a tallonarli per un tratto prima di desistere dall'inseguimento, mentre il convoglio andava riformandosi per continuare il viaggio alla volta di Murmansk.

## Conseguenze

### Un successo britannico
Sul piano tattico, la battaglia del Mare di Barents fu fondamentalmente un pareggio, con danni equivalenti da una parte e dall'altra: l'affondamento in campo britannico del cacciatorpediniere Achates e del dragamine Bramble, unito ai danni più o meno gravi accusati da altri quattro cacciatorpediniere, erano in pratica pareggiati dalle perdite subite in campo tedesco, con l'incrociatore Hipper danneggiato e il cacciatorpediniere Eckoldt colato a picco. Lo scontro fu tuttavia un grave insuccesso strategico per i tedeschi, visto che nessuno dei mercantili del convoglio JW 51B era stato colato a picco nella battaglia: il 1º gennaio 1943 il peschereccio Vizalma e il mercantile Cherry Valley si ricongiunsero al resto del convoglio, il quale arrivò a destinazione il 3 gennaio seguente; il cacciatorpediniere Oribi e altri cinque mercantili dispersi giunsero parimenti nel porto sovietico nei giorni seguenti. Un mercantile affondò e un altro rimase danneggiato per aver fatto naufragio nella Baia di Kola quasi a destinazione, ma per il resto il JW 51B poté dirsi felicemente giunto a termine.
Il sistema della tripla scorta ideato dai britannici aveva funzionato, anche se solo in parte: l'apparente debolezza delle forze di protezione del convoglio aveva effettivamente indotto allo scontro le unità di superficie tedesche, dando la possibilità alle forze navali britanniche di sconfiggerle in una battaglia aperta. Il risultato tuttavia si rivelò parziale: mentre infuriava la battaglia nel Mare di Barents la scorta a distanza dell'ammiraglio Wake-Walker rimase a pattugliare le acque a nord-est di Jan Mayen, circa 1 000 miglia a occidente del luogo dello scontro, trovandosi quindi troppo lontano per poter intervenire. Il sistema si sarebbe invece rivelato vincente un anno più tardi, il 26 dicembre 1943, quando la trappola britannica si sarebbe chiusa alla perfezione ai danni della nave da battaglia tedesca Scharnhorst, finita affondata nel corso della cosiddetta battaglia di Capo Nord mentre tentava l'attacco a un convoglio alleato.

### Le dimissioni di Raeder

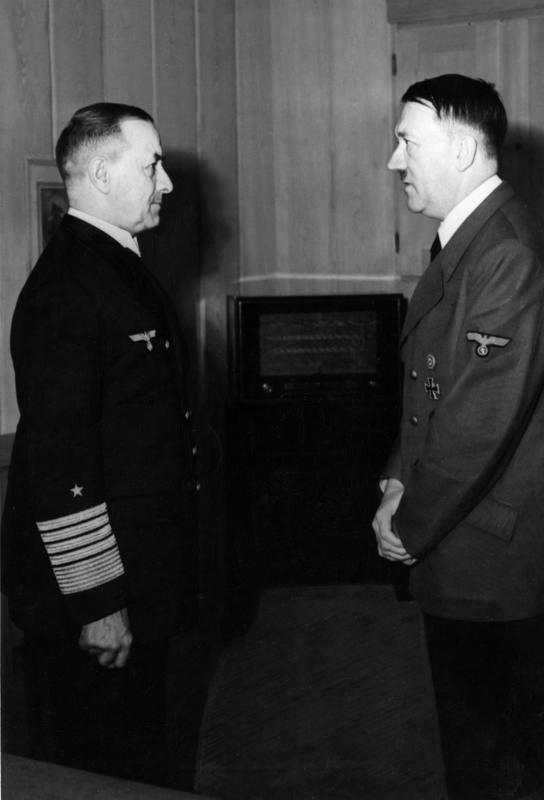
L'ammiraglio Raeder (a sinistra) a colloquio con Hitler

L'esito dello scontro provocò un terremoto ai vertici della Kriegsmarine. Hitler aveva dato ordine di essere tenuto costantemente aggiornato sull'esito dell'operazione Regenbogen, ma di fatto l'unico messaggio all'alto comando tedesco su cosa stesse accadendo nel Mare di Barents era arrivato alle 11:47 dallo U-354: osservando da lunga distanza le vampate dei cannoni che si riflettevano sulle nubi, il sommergibile comunicò a Berlino che la battaglia andava infuriando e che «si può solo scorgere un vivo splendore rosso alla luce della mezzanotte artica». Il messaggio fu ritrasmesso a Hitler, in quel momento nel suo quartier generale personale sul fronte orientale (la "Tana del Lupo"), il quale diede per scontato che il convoglio fosse stato attaccato con decisione dalle superiori forze di Kummetz e che fosse ormai stato distrutto. Per molte ore tuttavia nessun altro rapporto fu riferito in merito alla battaglia, gettando Hitler e il comando tedesco nel massimo nervosismo: nel rientrare alla base Kummetz si attenne al più rigido silenzio radio e, anche quando fu felicemente giunto a destinazione nel fiordo di Alta, una serie di contrattempi tardarono la trasmissione del suo rapporto sullo scontro fino al pomeriggio inoltrato del 1º gennaio. La conseguenza di questi ritardi fu che l'alto comando tedesco, e Hitler con lui, ricevette le prime notizie fresche sulla battaglia da un comunicato radio della BBC britannica, il quale riferì che il convoglio era passato indenne e che i tedeschi si erano ritirati dopo una breve battaglia; la reazione del dittatore tedesco fu rabbiosa.
Il primo a essere investito dalla furia di Hitler fu l'ammiraglio Theodor Krancke, la cui unica colpa era quella di essere il rappresentante della Kriegsmarine presso la "Tana del Lupo": l'ufficiale dovette subire una lunga sfuriata da parte del dittatore, che arrivò ad accusare la Marina di ritardare volutamente la comunicazione delle notizie sgradevoli pur di coprire le proprie mancanze. Hitler pretese che Raeder si presentasse immediatamente a rapporto per giustificare la sconfitta, ma il Großadmiral riuscì a ottenere una dilazione fino al 6 gennaio con la scusa di doversi documentare meglio sullo svolgimento degli eventi; l'intenzione di Raeder era quella piuttosto di raccogliere dati e statistiche per difendere il ruolo della Marina nel conflitto, oltre a sperare che a Hitler passasse lo scoppio d'ira. Le speranze dell'ammiraglio furono presto disattese: presentatosi alla "Tana del Lupo", per un'ora e mezza Raeder, immobile sull'attenti, dovette subire un terrificante monologo di accuse da parte di Hitler senza avere alcuna possibilità di replicare; ignorando i propri ordini in merito al tenere una condotta prudente negli scontri, il dittatore sostenne apertamente lo scarso peso della Kriegsmarine nel conflitto e soprattutto la totale inutilità delle grandi navi di superficie, che a giudizio di Hitler dovevano essere completamente smantellate per destinare cannoni e artiglieri alle fortificazioni costiere.
Alla guida della Marina tedesca fin dal 1928 (ben prima dell'avvento al potere dei nazisti), Raeder era stato fondamentalmente il creatore della Kriegsmarine negli anni del periodo interbellico, per quanto il suo vasto progetto di costruzioni navali (il "Piano Z") fosse rimasto quasi lettera morta a causa dello scoppio troppo anticipato della guerra; pur avendo rapporti anche difficili con gli ammiragli suoi subordinati il prestigio di Raeder presso il corpo ufficiali della Marina era immenso, e lo stesso Hitler aveva mostrato sempre cordialità nei suoi riguardi pur non concordando spesso con le sue vedute. Davanti alla sfuriata di Hitler, Raeder rispose avanzando immediatamente le sue dimissioni irrevocabili; Hitler sembrò impressionato dal gesto, ma alla fine convenne: l'unica concessione fu di posporre l'ufficializzazione della decisione al 30 gennaio, decimo anniversario della fondazione del "Terzo Reich", in modo che all'opinione pubblica la cosa apparisse come un avvicendamento concordato da tempo. Su proposta dello stesso Raeder, Hitler nominò quindi alla guida della Kriegsmarine l'ammiraglio Karl Dönitz, comandante della flotta degli U-Boot.